# NGC 2970
NGC 2970 (również PGC 27827) – galaktyka eliptyczna (E1), znajdująca się w gwiazdozbiorze Lwa. Odkrył ją John Herschel 6 marca 1828 roku.